# VEAK-4062
VEAK-4062 — зенитная самоходная установка, разработанная в Швеции в начале 1960-х годов силами концерна «Бофорс» на базе танка Strv 103 и планировавшаяся к принятию на вооружение. ЗСУ VEAK-4062 должны были составить основу войсковой ПВО шведских сухопутных сил. ЗСУ VEAK-4062 соответствовала всем требованиям 1960-х годов к системам оружия своего класса, успешно прошла испытания и имела значительный потенциал развития, но высокая стоимость установки вынудили руководство вооруженных сил Швеции отказаться от планов её серийного производства.

## Разработка
К началу 1960-х годов командование шведской армии пришло к выводу о том, что шведские сухопутные войска не имеют мобильных зенитных средств, способных отразить внезапную атаку с воздуха. Хотя на вооружение шведской армии состояли достаточно эффективные зенитные автоматические пушки L60 и L70 производства известной фирмы «Бофорс», они не могли сопровождать войска на марше, так как  им требовалось значительное время на подготовку к бою. Имея ограниченный опыт использования малосерийной ЗСУ Lvkv m/43, шведские военные пожелали получить подобную установку на новом шасси и с современной системой управления огнём. За решение этой задачи взялись специалисты «Бофорс», предложившие использовать в качестве базы ходовую часть основного боевого танка Strv 103, который в это же время разрабатывался для шведской армии.

## Конструкция
В качестве базы было использовано шасси танка Strv 103. При этом компоновка была изменена. Если на Strv 103 моторно-трансмиссионное отделение размещалось в передней части корпуса, то на ЗСУ его перенесли в корму, что позволило разместить в центре корпуса массивную вращающуюся башню. Корпус и башня изготавливались из листов катаной брони, причем толщина последней была существенно уменьшена по сравнению с танком и защищала она лишь от огня стрелкового оружия. Экипаж ЗСУ состоял из трёх человек: командира, наводчика-оператора и механика-водителя.
В башне размещалось вооружение ЗСУ — две автоматические пушки L70 с обойменным заряжанием. Орудия находились в единой люльке. Самым серьёзным отличием от базовой модели стала система жидкостного охлаждения стволов, для которой в башне был смонтирован резервуар с водой. Скорострельность составляла 240 выстрелов в минуту на один ствол, боекомплект состоял из  425 осколочно-фугасных и подкалиберных снарядов в патронах 40X365R. Угол вертикальной наводки изменялся от −5° до +85°, обеспечивался круговой обстрел. Эффективная дальность стрельбы по воздушным целям составляла 2000—3000 метров. РЛС 3-сантиметрового диапазона размещалась на крыше башни и могла обнаруживать воздушные цели на удалении до 20 км.
ЗСУ VEAK-4062 унаследовала от базового танка уникальную силовую установку, состоявшую из комбинации дизельного и газотурбинного двигателей. Дизельный двигатель «Роллс-Ройс» K60, мощностью 240 л.с. использовался на большинстве режимов эксплуатации. Газотурбинный двигатель 502-10MA производства американской корпорации «Боинг» имел мощность 390 л.с. и был связан механическим редуктором с дизелем. Он использовался в трудных условиях, когда требовалась максимальная мощность. Кроме того, ГТД легко запускался при низких температурах, что было важно для климатических условий Швеции, и мог служить стартером для дизельного двигателя. Несмотря на низкий КПД газотурбинного двигателя, его применение считалось оправданным в силу его высокой надежности и малого веса. ЗСУ имела гидромеханическую трансмиссию, которая позволяла использовать двигатели как совместно, так и раздельно.
Подвеска ЗСУ также была взята у базового танка, но несколько упрощена, так как ЗСУ не требовалось наклонять корпус для прицеливания. Она являлась гидродинамической, блокирующей, с четырьмя опорными катками, но с задним ведущим колесом. Гусеницы с открытым шарниром и съемными резиновыми подушками имели по 61 траку. ЗСУ могла преодолевать водные преграды вплавь за счёт специального комплекта плавсредств.

## Прекращение программы
По результатам испытаний ЗСУ VEAK-4062 соответствие машины предъявляемым требованиям в целом подтвердилось. Шведские военные были вполне удовлетворены её характеристиками, тем более что ЗСУ имела и определённый потенциал для дальнейшего совершенствования. Однако стоимость ЗСУ оказалась весьма значительной, особенно по меркам ограниченного военного бюджета Швеции. Сказались особенности конструкции, прежде всего применение дорогостоящего ГТД. За цену одной ЗСУ можно было закупить  батарею буксируемых орудий с радиолокаторами, централизованным управлением и выделенным постом наведения. В силу этих обстоятельств шведская армия отказалась от закупок ЗСУ VEAK-4062 и предпочла обходиться лишь буксируемыми зенитными средствами.